# Шварц Сергій Олександрович
Сергій Олександрович Шварц (18 жовтня 1895, селище Ново-Миколаївськ Томської губернії, тепер Новосибірськ, Російська Федерація — розстріляний 1942, Саратовська область, тепер Російська Федерація) — радянський діяч, 1-й секретар Новосибірського міського комітету ВКП(б), голова Новосибірського облвиконкому.

## Біографія
Народився в родині вантажника на пристані. З 1904 по 1908 рік навчався у церковнопарафіяльній школі. У 1908 році через важку хворобу батькові довелося залишити роботу і Сергій Шварц був змушений працювати учнем пекаря, розсильним у магазині, на млині, був вантажником на складах товариства споживачів «Економія».
Член РСДРП(б) з листопада 1912 року.
У 1914 році за завданням партії організував страйк вантажників, спрямований проти збільшення робочого дня та зниження зарплати, пов'язаних з початком Першої світової війни. Влітку 1915 року за організацію страйку на млині Туркіна Сергія Шварца заарештували, але робітники, вставши на його захист, змусили пристава відпустити заарештованого; він мав щомісяця з'являтися до охоронного відділення для реєстрації.
З серпня 1915 по 1916 рік служив у Томському запасному батальйоні російської імператорської армії. Коли батальйон прибув на фронт, Шварц разом із іншими більшовиками розгорнув агітаційну роботу серед солдатів, у результаті якої солдати відмовилися йти в бій. Командування відвело частину з позицій, а Сергій Шварц у лютому 1916 року залишив полк та через п'ять місяців добрався до міста Ново-Миколаївська. У Ново-Миколаївську став одним із активних членів підпільної організації РСДРП, засновником професійної спілки вантажників та першим її головою.
Після лютневої революції 1917 року обраний до складу Ново-Миколаївської ради робочих і солдатських депутатів, став членом виконавчого комітету ради.
20 січня 1918 року був відряджений більшовиками до Томська для розгону обласної думи та арешту її членів, а також націоналізації пароплавства та друкарні «Сибірського життя». Завдяки рішучим діям Шварцу вдалося виконати завдання, після чого його відкликали до Ново-Миколаївська і призначили комісаром з праці. Навесні 1918 року, у зв'язку із запровадженням у Сибіру воєнного стану, у Ново-Миколаївську створили військово-революційний штаб, начальником якого був призначений Сергій Шварц.
У ніч на 26 травня 1918 року всі члени виконкому, серед них і Шварц, були заарештовані чехословацькими військовими. Більше року перебував у Ново-Миколаївській та Томській в'язницях, потім переведений до Красноярської, через деякий час до Іркутської і, нарешті, до Олександрівського централу.
2 вересня 1919 року в централі був організований заколот, в'язням вдалося вийти на волю. Після кількох днів блукання тайгою Шварцу з товаришами вдалося зв'язатися з комуністичним підпіллям. У селі Лузгіно Осинської волості Балаганського повіту Іркутської губернії Шварц організував партизанський загін із 68 осіб, який у листопаді 1919 року влився до партизанського загону Нестора Каландарішвілі. Шварц був призначений помічником командувача Верхоленського фронту.
Після відновлення радянської влади у Прибайкаллі Шварц був призначений військовим комісаром 1-ї Іркутської стрілецької дивізії, яка була перекинута на Далекий Схід для ліквідації залишків армії Колчака та отамана Семенова. Брав участь у боях за місто Верхньо-Удинськ, Петровський завод, станцію Хілок.
У боях під станцією Інгода був поранений, пізніше заразився висипним тифом. Після одужання брав участь у боях за Читу. Під час укладання миру з Японією на станції Гонготу Сергій Шварц був технічним секретарем делегації Далекосхідної республіки. У 1921 році на першому Всеармійському з'їзді комісарів та політпрацівників Далекосхідної республіки обраний делегатом Х з'їзду РКП(б).
Після повернення зі з'їзду Сергія Шварца залишили в місті Омську для роботи в Сибірському революційному комітеті. У лютому 1921 року разом із Сибревкомом переїхав до Ново-Миколаївська. З 1921 року — член колегії Сибірського революційного трибуналу. З осені 1921 по 1922 рік — заступник голови Ново-Миколаїської губернської комісії із чистки партії.
8 лютого 1922 — 15 лютого 1923 року — відповідальний секретар Канського повітового комітету РКП(б) Єнісейської губернії.
У 1923 році — завідувач організаційного відділу та член атестаційної комісії Ново-Миколаївського губернського комітету РКП(б).
15 вересня 1923 — 1924 року — відповідальний секретар Ново-Миколаївського повітового комітету РКП(б).
З 1924 по 1925 рік — слухач курсів повітових партійних працівників у Москві.
У 1925—1927 роках — завідувач відділу Ойратського обласного комітету ВКП(б).
З вересня 1927 по 1928 рік — відповідальний секретар Вокзального районного комітету ВКП(б) міста Ново-Сибірська; завідувач організаційного відділу Ново-Сибірського окружного комітету ВКП(б).
У 1928—1930 роках — слухач курсів марксизму в Москві.
У листопаді 1930 — лютому 1935 року — відповідальний (1-й) секретар Новосибірського міського комітету ВКП(б).
У лютому 1935 — 1936 року — начальник політичного відділу Томської залізниці.
У 1936—1937 роках — завідувач відділу радянської торгівлі Західно-Сибірського крайового комітету ВКП(б).
У червні — жовтні 1937 року — заступник голови виконавчого комітету Західно-Сибірської крайової ради.
14 жовтня 1937 — 4 січня 1938 року — голова виконавчого комітету Новосибірської обласної ради.
У січні 1938 року заарештований органами НКВС, засуджений до виправно-трудових таборів. Розстріляний у 1942 році на території Саратовської області. Посмертно реабілітований в 1956 році.